# Lista monarhilor danezi
Această pagină este o listă a monarhilor danezi. 

## Lista monarhilor danezi

### Regi medievali
| #     | Portret | Nume                                                                                       | Început domnie                     | Sfârșit domnie                         |
| ----- | ------- | ------------------------------------------------------------------------------------------ | ---------------------------------- | -------------------------------------- |
| 1     |         | Gorm cel Bătrân (Gorm den Gamle)                                                           | 934/36?                            | 958                                    |
| 2     |         | Harald I Dinte Albastru (Harald Blåtand)                                                   | 958                                | 986/87                                 |
| 3     |         | Svend I al Danemarcei (Svend Tveskæg)                                                      | 986/87                             | 3 februarie 1014                       |
| 4     |         | Harald al II-lea                                                                           | 1014                               | 1018                                   |
| 5     |         | Knut cel Mare (Knud den Store sau Knud al II-lea)                                          | 1018                               | 12 noiembrie 1035                      |
| 6     |         | Hardeknud (Hardeknud sau Knud al III-lea)                                                  | 1035                               | 8 iunie 1042                           |
| 7     |         | Magnus I al Norvegiei (Magnus den Gode)                                                    | 1042                               | 25 octombrie 1047                      |
| 8     |         | Svend al II-lea al Danemarcei (Svend Estridsen)                                            | 1047                               | 28 aprilie 1076                        |
| 9     |         | Harald al III-lea (Harald Hén)                                                             | 28 aprilie 1076                    | 17 aprilie 1080                        |
| 10    |         | Knut al IV-lea cel Sfânt (Knud den Hellige)                                                | 17 aprilie 1080                    | 10 iulie 1086                          |
| 11    |         | Olaf I (Oluf Hunger)                                                                       | 10 iulie 1086                      | 18 august 1095                         |
| 12    |         | Eric I cel Bun (Erik Ejegod)                                                               | 18 august 1095                     | 10 iulie 1103                          |
| 13    |         | Niels                                                                                      | 1104                               | 4 iunie 1134                           |
| 14    |         | Eric al II-lea (Erik Emune)                                                                | 4 iunie 1134                       | 18 iulie 1137                          |
| 15    |         | Eric al III-lea (Erik Lam)                                                                 | 18 iulie 1137                      | 8 august 1146                          |
| 16–18 |         | Svend al III-lea (Svend Grathe), Knut al V-lea și Valdemar I cel Mare (Valdemar den Store) | 1146 1154                          | 23 octombrie 1157 9 august 1157 (1182) |
| 18    |         | Valdemar I cel Mare (Valdemar den Store)                                                   | (1154) 23 octombrie 1157           | 12 mai 1182                            |
| 19    |         | Knut al VI-lea (Knud al VI-lea)                                                            | 1182                               | 12 noiembrie 1202                      |
| 20    |         | Valdemar al II-lea al Danemarcei (Valdemar Sejr)                                           | 12 noiembrie 1202                  | 28 martie 1241                         |
| 21    |         | Eric al IV-lea (Erik al IV-lea Plovpenning)                                                | 28 martie 1241                     | 10 august 1250                         |
| 22    |         | Abel                                                                                       | 1 noiembrie 1250                   | 29 iunie 1252                          |
| 23    |         | Christopher I (Christoffer I)                                                              | 25 decembrie 1252                  | 29 mai 1259                            |
| 24    |         | Eric al V-lea (Erik Klipping)                                                              | 29 mai 1259                        | 22 noiembrie 1286                      |
| 25    |         | Eric al VI-lea (Erik Menved)                                                               | 22 noiembrie 1286                  | 13 noiembrie 1319                      |
| 26    |         | Christopher al II-lea (Christoffer al II-lea)                                              | 25 ianuarie 1320                   | 1326                                   |
| 27    |         | Valdemar al III-lea                                                                        | 1326                               | 1329                                   |
| -     |         | Christopher al II-lea (Christoffer ala II-lea) (a 2-a domnie)                              | 1329                               | 2 august 1332                          |
| -     |         | (Interregnum)                                                                              | 1332                               | 1340                                   |
| 28    |         | Valdemar IV (Valdemar Atterdag)                                                            | 22 aprilie 1340                    | 24 octombrie 1375                      |
| 29    |         | Olaf al II-lea (Oluf al II-lea)                                                            | 24 octombrie 1375                  | 23 august 1387                         |
| 30    |         | Margareta I (Margrete I)                                                                   | (24 octombrie 1375) 23 august 1387 | 17 iunie 1397 (28 octombrie 1412)      |
| 31    |         | Eric al VII-lea al Danemarcei (Erik af Pommern)                                            | 17 iunie 1397 (28 octombrie 1412)  | 1439                                   |
| 32    |         | Christopher al III-lea (Christoffer af Bayern)                                             | 9 aprilie 1440                     | 6 ianuarie 1448                        |

### Casa deOldenburg
| #  | Portret | Nume                  | Început domnie                   | Sfârșit domnie    |
| -- | ------- | --------------------- | -------------------------------- | ----------------- |
| 33 |         | Christian I           | 28 septembrie 1448               | 21 mai 1481       |
| 34 |         | Ioan (Hans)           | 21 mai 1481                      | 20 februarie 1513 |
| 35 |         | Christian al II-lea   | 20 februarie 1513                | 13 aprilie 1523   |
| 36 |         | Frederic I            | 13 aprilie 1523                  | 10 aprilie 1533   |
| -  |         | (Interregnum)         | 1533                             | 1534              |
| 37 |         | Christian al III-lea  | 4 iulie 1534                     | 1 ianuarie 1559   |
| 38 |         | Frederic al II-lea    | 1 ianuarie 1559                  | 4 aprilie 1588    |
| 39 |         | Christian al IV-lea   | 4 aprilie 1588                   | 28 februarie 1648 |
| 40 |         | Frederick al III-lea  | 28 februarie 1648                | 9 februarie 1670  |
| 41 |         | Christian al V-lea    | 9 februarie 1670                 | 25 august 1699    |
| 42 |         | Frederic al IV-lea    | 25 august 1699                   | 12 octombrie 1730 |
| 43 |         | Christian al VI-lea   | 12 octombrie 1730                | 6 august 1746     |
| 44 |         | Frederic al V-lea     | 6 august 1746                    | 14 ianuarie 1766  |
| 45 |         | Christian al VII-lea  | 14 ianuarie 1766                 | 13 martie 1808    |
| 46 |         | Frederic al VI-lea    | (14 aprilie 1784) 13 martie 1808 | 3 decembrie 1839  |
| 47 |         | Christian al VIII-lea | 3 decembrie 1839                 | 20 ianuarie 1848  |
| 48 |         | Frederic al VII-lea   | 20 ianuarie 1848                 | 15 noiembrie 1863 |

### Casa deSchleswig-Holstein-Sonderburg-Glücksburg
| #  | Portret | Nume                 | Început domnie    | Sfârșit domnie   |
| -- | ------- | -------------------- | ----------------- | ---------------- |
| 49 |         | Christian al IX-lea  | 15 noiembrie 1863 | 29 ianuarie 1906 |
| 50 |         | Frederic al VIII-lea | 29 ianuarie 1906  | 14 mai 1912      |
| 51 |         | Christian al X-lea   | 14 mai 1912       | 20 aprilie 1947  |
| 52 |         | Frederic al IX-lea   | 20 aprilie 1947   | 14 ianuarie 1972 |
| 53 |         | Margareta a II-a     | 14 ianuarie 1972  | 14 ianuarie 2024 |
| 54 |         | Frederic al X-lea    | 14 ianuarie 2024  | în funcție       |